# По-шантав петък
„По-шантав петък“ (на английски: Freakier Friday) е американска фентъзи комедия от 2025 г. на режисьорката Ниша Ганатра по сценарий на Джордан Уайз. Продуциран от „Уолт Дисни Пикчърс“, той е продължение на „Шантав петък“ (2003), който е базиран на едноименния роман, написан от Мери Роджърс през 1972 г. и е изцяло седмият филм от поредицата. Джейми Лий Къртис, Линдзи Лоън, Марк Хармън, Чад Майкъл Мъри, Кристина Видъл Мичъл, Розалинд Чао, Райън Малгарини, Криситна Видъл Мичъл, Хейли Хъдсън, Стивън Тоболовски и Лусил Сун се завръщат със съответните си роли в оригиналния филм, а Джулия Бътърс, София Хамънс и Мани Джасинто се присъединяват към актьорския състав.
Премиерата на филма се състои в театър „Ел Капитан“ на 22 юли 2025 г. и излиза по кината в Съединените щати на 8 август 2025 г. в разпространение от „Уолт Дисни Студиос Моушън Пикчърс“.

## Актьорски състав
- Джейми Лий Къртис – Тес Колман[9]
- Линдзи Лоън – Анна Колман[9]
- Джулия Бътърс – Харпър Колман[10]
- София Хамънс – Лили Дейвис[8]
- Мани Джасинто – Ерик Дейвис[11]
- Марк Хармън – Райън
- Чад Майкъл Мъри – Джейк[8]
- Матрей Рамакришнан – Ела[8]
- Розалинд Чао – Пей-Пей
- Ванеса Байер – Мадам Джен
- Кристина Видал Мичъл – Мади
- Хейли Хъдсън – Пег
- Райън Малгарини – Хари Колман
- Лусил Сун – майката на Пей-Пей
- Стивън Тоболовски – господин Елтън Бейтс[8]
- Джордан Купър – Джет
- Илейн Хендрикс – Блейк Кейл
- Клоуи Файнман – ДжиДжи

## Производство
През май 2023 г. „Дисни“ обявява продължение на фентъзи комедията „Шантав петък“. Джейми Лий Къртис и Линдзи Лоън се завръщат със съответните си роли като Тес и Анна. Ниша Ганатра е наета като режисьор за филма, а сценарият е на Джордан Уайз. Снимките започват в Лос Анджелис на 24 юни 2024 г.